# Харьковское агрегатное конструкторское бюро
Харьковское агрегатное конструкторское бюро (укр. Харківське агрегатне конструкторське бюро) — научно-производственное предприятие военно-промышленного комплекса Украины, которое занимается разработкой и изготовлением агрегатов для гидравлических, топливных и электрических систем авиационной и ракетной техники.
Входит в перечень предприятий, имеющих стратегическое значение для экономики и безопасности Украины.
Разработанные КБ агрегаты устанавливаются на самолёты Ан-124, Ан-225, Ил-96, Ту-204, Ту-214, Ан-72, Ан-74, Ан-140, Ан-148, Бе-200 и Ту-334.

## История

### 1962 - 1991
История ХАКБ начинается с создания в апреле 1962 года опытно-конструкторского бюро при серийном конструкторском отделе Харьковского машиностроительного завода им. Ф. Э. Дзержинского.
Приказом министра авиационной промышленности СССР № 585 от 28 ноября 1989 года на базе опытного отдела Харьковского машиностроительного завода им. Ф. Э. Дзержинского было образовано государственное предприятие «Харьковское агрегатное конструкторское бюро».

### После 1991
В 1993 году на базе завода «ФЭД», Харьковского агрегатного конструкторского бюро, Волчанского агрегатного завода и Первомайского машиностроительного завода было образовано ЗАО «Корпорация ФЭД».
В июле 1999 года был создан концерн «Бронетехника Украины», в состав которого было включено ХАКБ.
В конце декабря 2006 года правительство Украины приняло решение о создании объединённой авиастроительной компании. В дальнейшем, 14 марта 2007 года в соответствии с постановлением № 428 Кабинета министров Украины был создан государственный концерн «Авиация Украины» (Державний концерн «Авіація України»), в состав которого было включено ХАКБ (позднее, 30 октября 2008 года концерн был переименован в государственный авиастроительный концерн «Антонов»).
По состоянию на начало 2008 года предприятие выпускало следующий перечень основной продукции:
- автономные электрогидравлические рулевые приводы БЛОК84П6Т и БЛОК86П6[1]
- гидромоторы ГМТ-1 и ГМ56[1]
- гидроприводный насосный агрегат НС69[1]
- насос ГТ, плунжерные насосы НП130-2 и НП134[1]
- силовой цилиндр Ц-01[1]
- электронасосные агрегаты НС73, НС75-1, НС68-1[1]
- электроприводная насосная станция НС140-2[1]
- гидрообъёмная передача ГОП[1]
- топливный насос 89У[1]
- маслозакачивающая насосная станция МЗНС-1[1]

9 июня 2010 года Кабинет министров Украины принял постановление № 405, в соответствии с которым ХАКБ было включено в перечень предприятий авиапромышленности Украины, получающих государственную поддержку.
После создания в декабре 2010 года государственного концерна «Укроборонпром», предприятие было выведено из состава концерна «Бронетехника Украины» и включено в состав концерна «Укроборонпром».
К началу 2014 года ХАКБ освоило производство новых типов авиационных бесколлекторных электродвигателей мощностью от 5 Вт до 15 кВт.